# Feenkamin

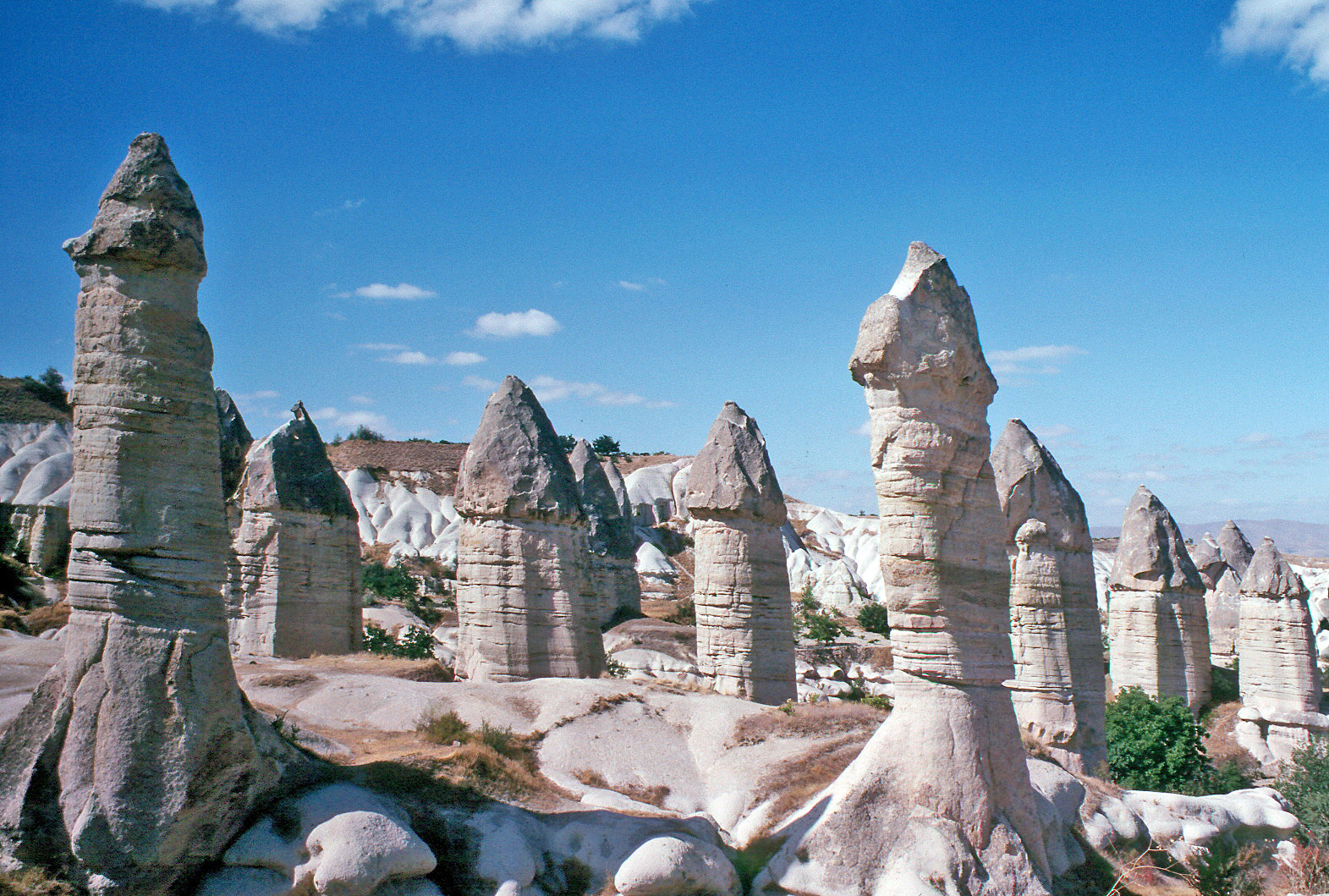
„Love Valley“ bei Göreme mit Feenkaminen

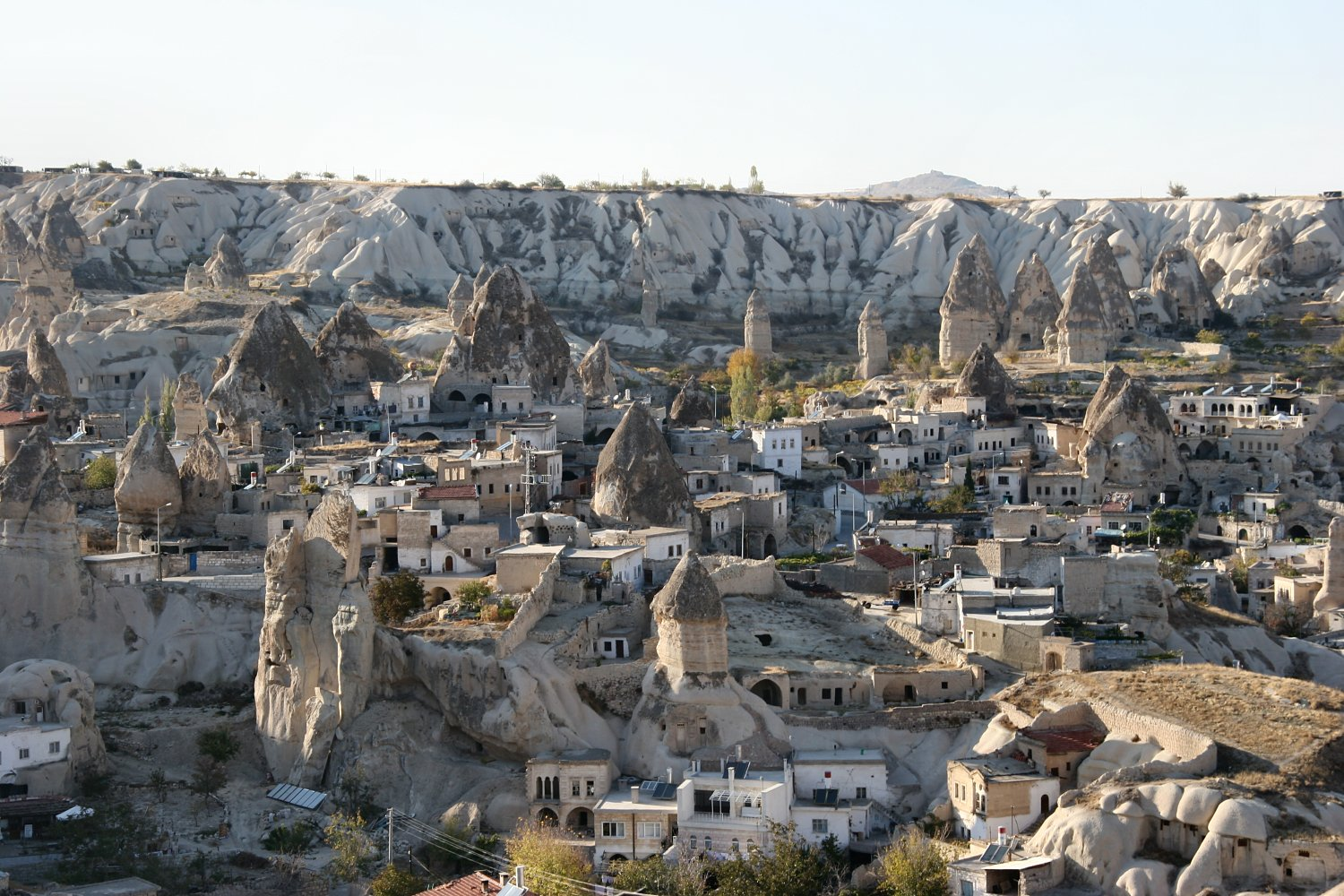
Blick über Göreme

Durch Erosion geformte Felsen nahe Göreme

Mit dem Begriff Feenkamin (türkisch peri bacaları) werden Erdpyramiden in der Türkei bezeichnet, die sich in der zentralanatolischen Provinz Nevşehir in Kappadokien befinden. Feenkamine gibt es unter anderem bei den Ortschaften Göreme, Uçhisar, Ürgüp oder Zelve östlich der Stadt Nevşehir im Nationalpark Göreme (türkisch: Göreme Tarihî Millî Parki), der zum UNESCO-Welterbe gehört.

## Entstehung
Bei Ausbrüchen der Vulkane Erciyes Dağı im Osten und Hasan Dağı im Südwesten der Region wurden seit dem Zeitalter des Neogens (Jungtertiär) vor gut 20 Millionen Jahren infolge der Eruptionen solche Mengen an Staub, Asche und Gestein ausgespieen, dass weite umliegende Landstriche hierdurch zahlreiche Meter hoch bedeckt wurden. Insbesondere aus den Staub- und Ascheablagerungen bildete sich im Laufe der Jahrmillionen eine Schicht aus dem sehr weichen Tuffstein, die in der Folgezeit überwiegend durch Wind- oder Wassererosion wieder abgetragen wurde. An jenen Stellen, wo über der Tuffschicht härteres und somit erosionsbeständigeres Gestein abgelagert wurde, blieb der darunter liegende Tuffstein teilweise von erosionsbedingten Abtragungen verschont. So haben sich im Laufe der Zeit die zumindest in bestimmten Gebieten Kappadokiens das Landschaftsbild prägenden Feenkamine herausgebildet. Diese turmähnlichen Tuffsteinformationen, überwiegend mit einem aufliegenden und schützenden Deckstein versehen, können eine Höhe von 30 Metern und mehr aufweisen und erinnern optisch häufig an Spargelstangen oder an Phallussymbole.
Bereits seit mehreren tausend Jahren wurden sie zum Teil ausgehöhlt (Höhlenarchitektur in Kappadokien) und als frühchristliche Kirchen und zu Wohnzwecken genutzt. Diese Wohnhöhlen besitzen den Vorteil, dass sie einen guten Schutz vor Witterungseinflüssen bieten. In den Sommermonaten wird das Innere vor zu starker Hitzeeinstrahlung geschützt und in den oftmals kalten Wintern verhindert das Tuffgestein eine starke Auskühlung der Wohnbereiche. Bewohnte Feenkamine besitzen kleine, aus dem Gestein gehauene Fensteröffnungen, die mit Teppichen die Wohnräume vor Klimaeinflüssen schützten; auch die Böden der Räume sind überwiegend mit Teppichen ausstaffiert. Sie sind meist beheizbar mit einem Herd oder einer Feuerstelle. Die Wohnräume können sich über mehrere Etagen erstrecken, die mit Leitern verbunden sind. Einige Feenkamine sind für Besucher zugänglich und können von innen besichtigt werden.

## Ähnlichkeiten
Ähnlich aussehende Felsnadeln, die aber überwiegend anderen geologischen Ursprungs sind, finden sich auch an anderen Orten auf der Erde. Beispielhaft sind die aus Sandstein bestehenden Hoodoos im Westen der USA zu nennen, die sich im Bryce-Canyon-Nationalpark in Utah und andernorts befinden. Eine ähnliche Entstehung haben auch Gletschertische.